# 持続可能な開発
持続可能な開発（じぞくかのうなかいはつ、英: sustainable development; SD〈サステナブル・ディベロップメント〉）とは、「将来の世代の欲求を満たしつつ、現在の世代の欲求も満足させるような開発」のことであり、「持続可能な発展」と訳されることもある。また、持続可能な開発が行われ持続可能性を得た社会を、持続可能な社会と言う。

## 概要
「持続可能な開発」は、現在、環境保全についての基本的な共通理念として、国際的に広く認識されている。これは、「環境」と「開発」を、互いに反するものではなく共存し得るものとしてとらえ、環境保全を考慮した節度ある開発が可能であり重要であるという考えに立つものである。

## 初出
この理念は、1980年に国際自然保護連合 (IUCN)、国連環境計画 (UNEP) などがとりまとめた「世界保全戦略」に初出した。
その後、1992年の環境と開発に関する国際連合会議（国連地球サミット）では、中心的な考え方として、「環境と開発に関するリオ宣言」や「アジェンダ21」に具体化されるなど、今日の地球環境問題に関する世界的な取り組みに大きな影響を与える理念となった。翌1993年に制定された日本の環境基本法でも、第4条等において、循環型社会の考え方の基礎となっている。
さらに、人権や法の支配、腐敗防止の観点から、国際連合は1993年のウィーン宣言及び行動計画（第1部27項）や2003年の国際連合腐敗防止条約（前文）においても「持続可能な開発」に言及している。

## ブルントラント委員会
日本の提案によって設けられた国際連合の環境と開発に関する世界委員会（World Commission on Environment and Development (WCED)、委員長のブルントラント・ノルウェー首相（当時）の名前から「ブルントラント委員会」と通称される）が1987年に発行した最終報告書“Our Common Future”（邦題『我ら共有の未来』、通称「ブルントラント報告」）では、「持続可能な開発」がその中心的な理念とされ、このときさらに広く認知されるようになった。
ブルントラント報告では、この理念は「将来の世代のニーズを満たす能力を損なうことなく、今日の世代のニーズを満たすような開発」と説明されている。
1992年の地球サミットを受けて2002年に開かれた地球環境問題に関する国際会議は、「持続可能な開発に関する世界首脳会議」と銘打たれた。

## 持続可能な開発の課題
世界の持続可能な開発を目指すということは、先進国と開発途上国の双方で持続可能性を追求することであり、世界の南北問題とも関連が深い。
持続可能な開発を実現するためには
1. 開発・貧困解消と環境保全のために政府開発援助は、どのようにあるべきか
2. 国境を越えた直接投資はどのようにあるべきか
3. 環境保全を理由とした貿易制限（関税、非関税障壁）はどのようにあるべきか

といった経済協力のあり方が重要である。

## 持続可能な開発の担い手とESD（持続可能な開発のための教育）
持続可能な開発では、さまざまなステークホルダーが担い手となる。国際機関、国家、企業、地方自治体と並んで、NGO・NPO、農家や漁師、市民・住民あるいは草の根民活の自助努力・参加が必要となる。
このような担い手を育むために、持続可能な開発のための教育 (ESD) が推進されている。

## 「持続可能な開発のための2030アジェンダ」と「持続可能な開発目標 (SDGs)」
2015年9月25日の国連総会において、向こう15年間の新たな持続可能な開発の指針として「持続可能な開発のための2030アジェンダ」が採択された。
これには、2015年までのミレニアム開発目標 (MDGs) を継承・発展させた持続可能な開発目標 (SDGs) が含まれている。SDGsは複雑な社会的、経済的、環境的課題を幅広くカバーしており、「17の目標と169のターゲット」からなる。ESDとの関係においては、特に教育機関における人材育成と関係しているほか、大学・研究機関における研究や産学官連携・イノベーションにも関係している。

## 世界遺産における持続可能な開発
ユネスコ世界遺産は知名度が高いため、そこでの持続可能な開発の実践は関心を集めやすい。
もともと世界遺産条約の条文に持続可能な開発・発展に関する文言の記載はないが、「遺産の保護と継承」という理念は乱開発から文化・自然を守る、持続可能な開発を呼び掛けるものと解釈できる。そこで2005年に「世界遺産条約履行のための作業指針」に、「自然遺産及び文化遺産を保護、保全することは、持続可能な開発に大いに資するものである。
」との一文が加筆された。
また、1994年に世界遺産へ導入された文化的景観は、「人間と自然の共同作業」をキーワードに、自然の恵み（環境財）を享受し人間の営みを継続してきた「持続可能な利用」の具象例（主として景観）を採り入れたものである。この考え方は日本でも文化財保護法への重要文化的景観採用に影響したが、里山として古来より活用してきたものに近く、農業遺産での顕彰などへも波及している。 
2010年の「世界遺産条約：保全と持続可能な開発に関するパラチ会議」と2012年の「世界遺産と持続可能な開発に関するオウロ・プレット会議」で世界遺産における持続可能な開発の方向性を確認し、2012年（平成24年）に京都市で開催した「世界遺産条約採択40周年記念会合」および直前に富山県で開催した「遺産と持続可能な発展－理念から実践へ－」を通し、世界遺産における持続可能な開発への取り組みとして、地域社会や先住民居住区といったコミュニティが参加する開発計画や監視の重要性を説き、前項での持続可能な開発の担い手への期待を寄せている。
この他、エコミュージアムやリビングヘリテージなどが、サステナブルツーリズムとして持続可能な利用の好例として、世界遺産観光において奨励されている。

## 環境、社会、ガバナンス
環境・社会・ガバナンス (ESG) とは、環境問題、社会問題、コーポレート・ガバナンスを優先する投資原則の略称である。ESG投資は、責任投資や、より積極的なケースではインパクト投資と呼ばれることもある。
社会、環境、コーポレート・ガバナンスの3つの分野は、責任投資 (RI) の概念と密接に関連している。RIは、ニッチな投資分野としてスタートし、投資をしたいが倫理的に定義されたパラメータの範囲内で行いたいという人々のニーズに応えてきた。近年では、投資市場でより大きなシェアを占めるようになっている。
ESG企業報告は、ステークホルダーが、組織に関連する重要な持続可能性リスクと機会を評価するために利用できる。投資家は、企業価値を評価する際に、組織にとっての重要なリスクを評価するだけでなく、ESGデータを活用することができます。特に、組織のすべてのステークホルダーにわたって持続可能性に関連するリスクと機会を特定、評価、管理することが、より高い長期的なリスク調整後リターンにつながるという仮定に基づくモデルを開発することによって、ESGデータを活用することができます。
明確な基準や透明性のあるモニタリングが欠如しているため、ESG評価は主に緑化やその他の企業の広報目標に役立ち、環境や社会を改善するためのより本質的な取り組みから目をそらすという懸念がある。
最近、持続可能性を主張する企業や金融構造には疑問がある。「グリーンウォッシング」とは、金融市場参加者が持続可能性を偽って主張する不公正な行為であり、評判を落とし、法的な影響を受ける可能性がある。